# Сиргедас, Гратас
Гратас Сиргедас (лит. Gratas Sirgėdas; 17 декабря 1994, Паневежис, Литва) — литовский футболист, полузащитник клуба «Кауно Жальгирис» и сборной Литвы.

## Биография

### Клубная карьера
Воспитанник футбольной академии Панежевиса и национальной футбольной академии (г. Каунас). Профессиональную карьеру начал в Германии, куда переехал в 2013 году. В составе «Штутгарт II» (фарм-клуб «Штутгарта») Сиргедас провёл два сезона и сыграл 6 матчей в Третьей Бундеслиги. За основной состав не играл. В 2015 году перешёл в другой клуб Третьей Бундеслиги «Штутгартер Кикерс», но за основную команду провёл только одну игру. Также сыграл 6 матчей и забил 2 гола за фарм-клуб «Кикерс» в пятом дивизионе. В 2016 году также выступал в пятой лиге за клуб «Амберг».
В 2017 году игрок вернулся в Литву, где подписал контракт с клубом высшей лиги «Кауно Жальгирис». В 2019 перешёл в «Судуву», где за один сезон выиграл все три главных литвоских трофея, но спустя год вернулся в «Кауно Жальгирис».

### Карьера в сборной
В 2013 году в составе сборной Литвы до 19 лет принимал участие в домашнем для Литвы юношеском чемпионате Европы. На турнире он сыграл во всех трёх матчах группового этапа, забил в дебютном матче против Нидерландов и отметился дублем в игре с Португалией. На групповой стадии Литва не набрала ни одного очка и завершила своё выступление, однако сам Сиргедас стал лучшим бомбардиром турнира, забив по 3 гола вместе с Анассом Ахахбаром и Алешандре Гедешем.
10 сентября того же года Сиргедас дебютировал за основную сборную Литвы в матче отборочного турнира чемпионата мира со сборной Лихтенштейна, в котором вышел на замену на 3-й добавленной минуте вместо Дейвидаса Матулявичюса. В октябре того же года сыграл за Литву ещё два матча, после чего играл за сборную нерегулярно. Следующий вызов в сборную он получил летом 2015 года на товарищеские матчи. В 2018 году сыграл в двух матчах Лиги наций 2018/19. Также принимал участие в Лиге наций 2020/21.

## Достижения
«Судува»
- Чемпион Литвы: 2019
- Обладатель Кубка Литвы: 2019
- Обладатель Суперкубка Литвы: 2019

### Личные достижения
- Лучший бомбардир чемпионата Европы (до 19 лет): 2013 (3 гола)